# Lillooet Ranges
Lillooet Ranges är ett berg i Kanada.   Det ligger i provinsen British Columbia, i den södra delen av landet, 3 400 km väster om huvudstaden Ottawa. Toppen på Lillooet Ranges är 1 547 meter över havet, eller 29 meter över den omgivande terrängen. Bredden vid basen är 1,0 km.
Terrängen runt Lillooet Ranges är bergig åt sydväst, men åt nordost är den kuperad. Trakten runt Lillooet Ranges är nära nog obefolkad, med mindre än två invånare per kvadratkilometer.. Det finns inga samhällen i närheten. 
I omgivningarna runt Lillooet Ranges växer i huvudsak barrskog.